# Idaea serpentinata
Idaea serpentinata là một loài bướm đêm trong họ Geometridae.